# Steven Soter
Steven Soter (...) è un astrofisico e divulgatore scientifico statunitense, attualmente Scientist-in-Residence presso il programma di studi ambientale (Environmental Studies Program) della New York University e ricercatore associato per il Dipartimento di Astrofisica dell'American Museum of Natural History.
È stato uno dei proponenti della definizione di pianeta approvata nel 2006 dall'Unione Astronomica Internazionale.
Soter ha conseguito la laurea in astronomia e fisica presso l'UCLA nel 1965 ed il dottorato presso la Cornell University. Uno dei suoi relatori è stato il popolare astronomo statunitense Carl Sagan.
Nel 1977-1979, ha collaborato alla serie di documentari di astronomia di Carl Sagan, Cosmo, andati in onda nel 1980 negli Stati Uniti e verso la metà degli anni ottanta in Italia. Da allora, ha continuato a collaborare nella realizzazione di altri programmi di divulgazione scientifica, come i documentari Blue Planet e Cosmic Voyage, in formato IMAX.
Nel 1997 è stato assunto presso il Planetario Hayden dell'American Museum of Natural History, dove infine è divenuto ricercatore associato.
Nel 2007, dopo la promulgazione della controversa definizione di pianeta da parte della UAI, Soter ha pubblicato un articolo su Scientific American in cui ha proposto l'utilizzazione di un parametro, chiamato "discriminante planetario", per descrivere con una formulazione matematica il concetto di dominanza orbitale , indicato come discriminante tra la classe dei pianeti e quella dei pianeti nani nella definizione.